# Caio Náucio Rutilo (cônsul em 287 a.C.)
Caio Náucio Rutilo (em latim: Gaius Nautius Rutilus) foi um político da gente Cláudia da República Romana, eleito cônsul em 287 a.C. com Marco Cláudio Marcelo. Era filho de Espúrio Náucio Rutilo, cônsul em 316 a.C..

## Consulado (287 a.C.)
Foi eleito cônsul em 287 a.C. com Marco Cláudio Marcelo, mas só sabemos disto por causa dos Fastos Consulares. Como a segunda década da história de Lívio se perdeu, não se sabe os feitos de seu consulado.
Depois da terceira secessão da plebe, Quinto Hortêncio foi nomeado ditador e passou a Lei Hortência (Lex Hortensia), encerrando o secular Conflito das Ordens. Ela garantia que o resultado dos Concílios da plebe obrigavam a toda população romana, inclusive os patrícios, sem necessidade de aprovação pelo Senado Romano.

## Legado
Foi o último membro da gente patrícia dos Náucios a chegar ao consulado. É possível que o tribuno militar Náucio, citado por Floro em 256 a.C., tenha sido seu filho. Ele teria se recusado a permanecer com o cônsul Marco Atílio Régulo numa batalha naval contra os cartaginenses. Esta covardia provavelmente destruiu a reputação da família. Outra possibilidade é que este Náucio tenha sido um tribuno da plebe que interveio contra o alistamento dos romanos para combates navais.